# Kopalnia Węgla Kamiennego Adam

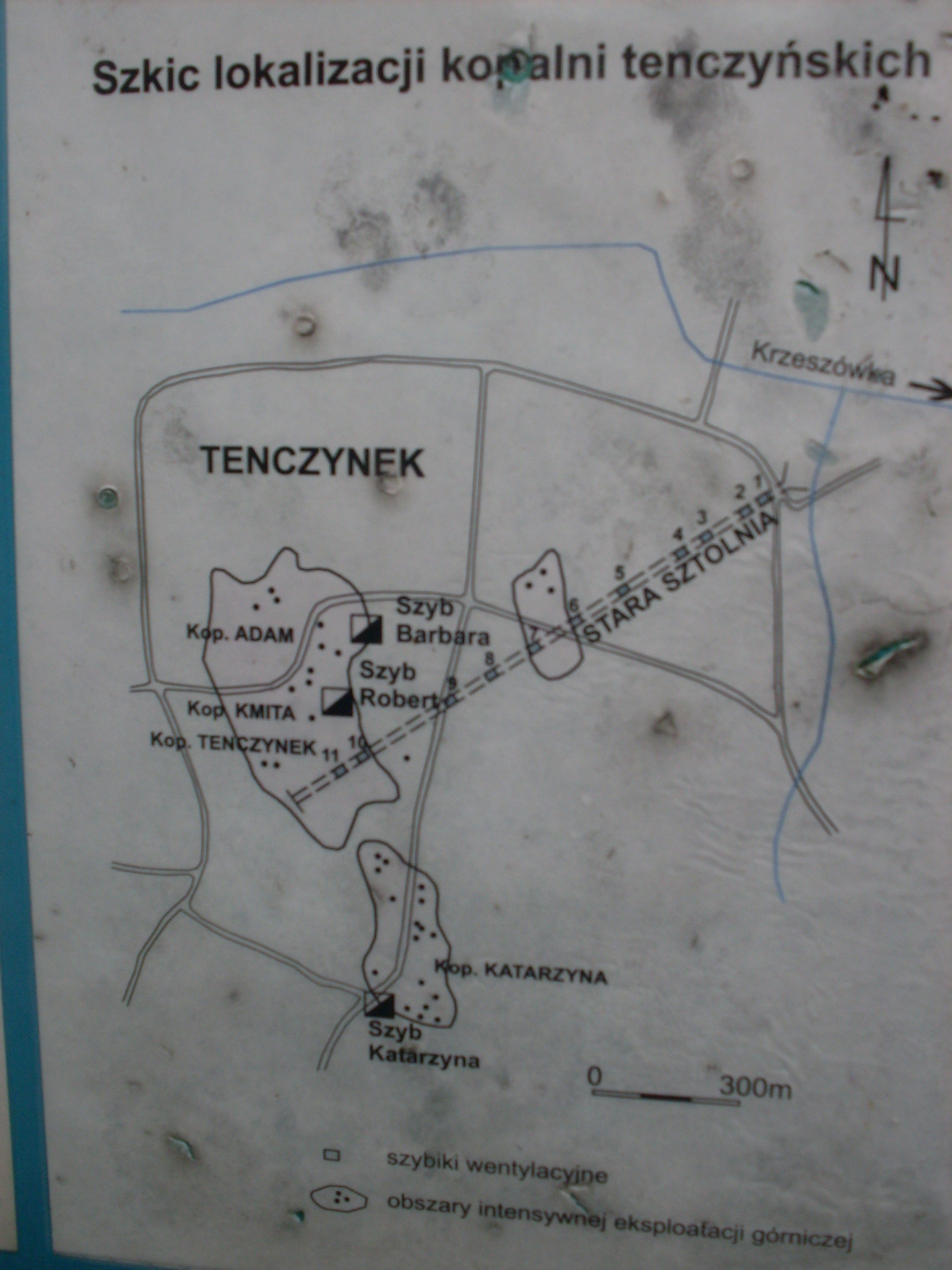
Szkic lokalizacji kopalni tenczyńskich w obrębie kopalni (Szlak Dawnego Górnictwa - Przystanek IX - tablica informacyjna)

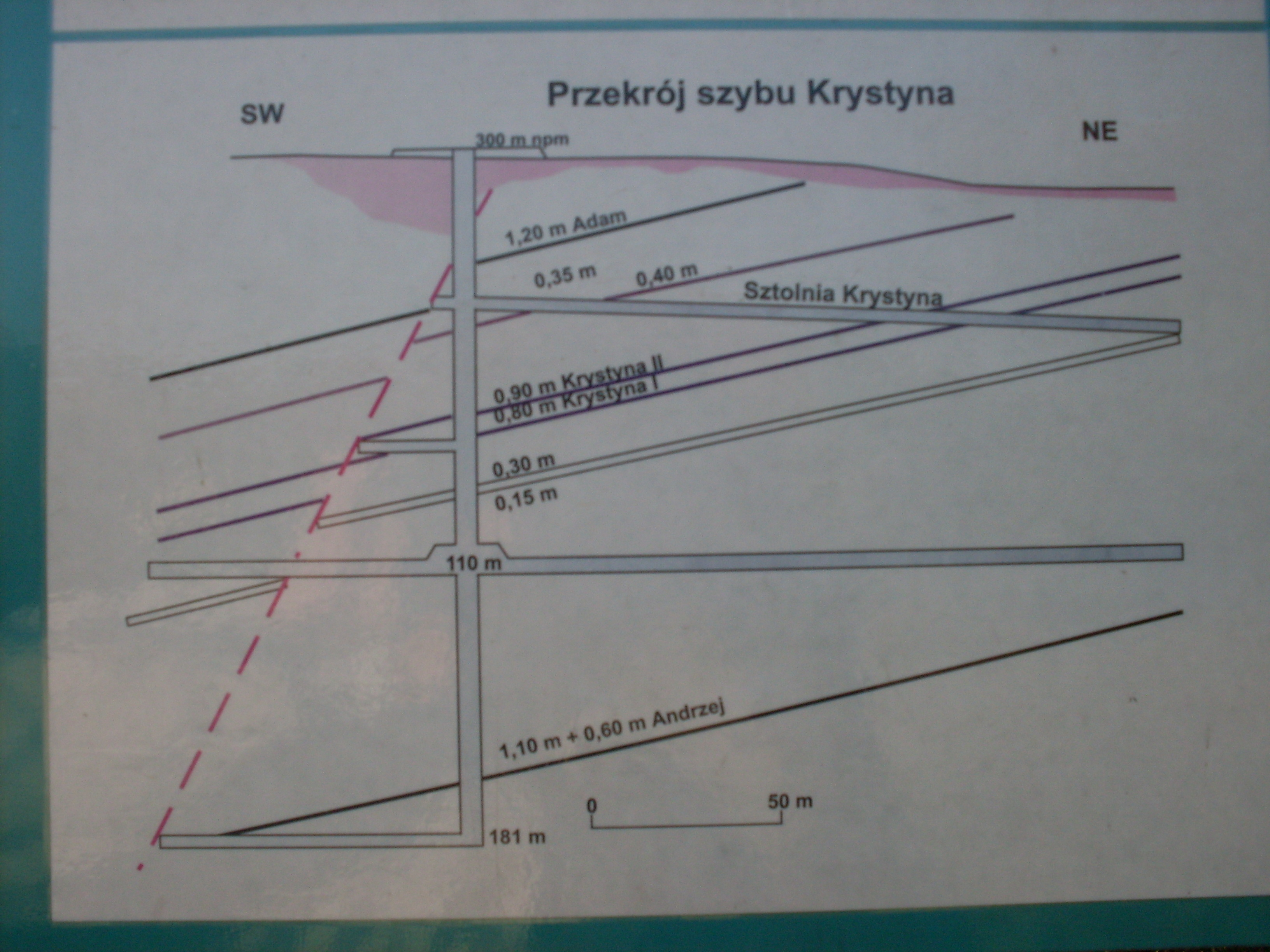
Głębokość kopalni Adam (do 1,8m)

Kopalnia Węgla Kamiennego Adam – kopalnia węgla kamiennego w Tenczynku na północny zachód od kopalni Kmita, przy południowych stokach góry Buczyna (ul. Pod Buczyną). Kopalnia funkcjonowała w latach 1796–1863 i była to jedna z pierwszych kopalni tenczyńskich.

## Historia
Kopalnia powstała w 1796 jako kopalnia odkrywkowa eksploatująca 10 pokładów warstw brzeżnych. Pierwotnie własność Lubomirskich, a następnie Potockich. Nazwa nadana na cześć właściciela, hr. Adama Potockiego. Po 1821, w związku z powstaniem w Tenczynku hut cynku, nastąpił znaczny wzrost wydobycia. W 1848 pozyskanie węgla wynosiło ok. 700 t (6855 korcy). Eksploatacja była prowadzona w obszarach najpłytszego występowania węgla pod cienkim nadkładem czwartorzędowym. Miąższość pokładu wynosiła do 1,8 m.  Odwadnianie prowadzono sztolnią (tzw. Stara Sztolnia) biegnącą do tektonicznego Rowu Krzeszowickiego.
W 1863 kopalnia została zlikwidowana. 